# ديك كونر
ديك كونر (بالإنجليزية: Dick Conner)‏ (13 أغسطس 1931 في المملكة المتحدة - 1 مايو 1999) هو مدرب كرة قدم ولاعب كرة قدم بريطاني في مركز نصف الجناح. لعب مع غريمسبي تاون ونادي ترانمير روفرز لكرة القدم ونادي ساوثهامبتون ونيوكاسل يونايتد ونادي ألدرشوت ونادي ساوث شيلدز ‏.

## وصلات خارجية
- ديك كونر على موقع Soccerbase.com (مدرب) (الإنجليزية)